# کلی کای آلاسکایی
کلی کای آلاسکایی (به انگلیسی: Alaskan Klee Kai)، نام یکی از نژادهای سگ است که خاستگاه آن به ایالات متحده آمریکا بازمی‌گردد. این نژاد در حالت بالغ به‌طور میانگین ۹ پوند (۴٫۱ کیلوگرم) وزن دارد. کلی کای آلاسکایی در حالت بالغ ۱۳ اینچ (۳۳ سانتیمتر) ارتفاع دارد. کلی کای آلاسکایی در هر بار زایمان ۱ تا ۵ توله می‌زاید.